# Mão
Mão (chữ Hán: 卯) hay Mẹo là một trong số 12 chi của địa chi. Mão là địa chi thứ tư, đứng liền sau Dần và liền trước Thìn.

## Tính chất
Mão mang ý nghĩa là đông đúc tươi tốt, chỉ trạng thái của cây cỏ trong khoảng thời gian này tại các vĩ độ ôn đới thấp và nhiệt đới.
- Về tháng thì tháng Mão trong nông lịch tương ứng tháng Hai âm lịch.
- Về thời gian thì giờ Mão tương ứng với khoảng thời gian từ 05:00 tới 07:00 trong 24 giờ mỗi ngày.
- Về phương hướng thì Mão chỉ phương chính đông.
- Theo Ngũ hành thì Mão tương ứng với Mộc, theo thuyết Âm-Dương thì Mão là Âm.

Nếu quy ra năm tương ứng với Tây lịch (lịch Gregorius) thì năm Mão là năm mà chia cho 12 dư 7.

## Ghép với con giáp
Để tiện ghi nhớ hoặc là do sự giao thoa văn hóa nên mỗi địa chi được người xưa gán ghép với một trong 12 con giáp. Từ đây sinh ra sự phân ly giữa một bên là Trung Quốc, bán đảo Triều Tiên (gồm Bắc Triều Tiên và Hàn Quốc) và Nhật Bản thì xem Mão tương ứng với thỏ, còn Việt Nam thì xem Mão tương ứng với Mèo.

### Khác biệt giữa Trung Hoa và Việt Nam
Về vấn đề này, có nhiều hướng bàn luận và còn trong vòng tranh cãi. Xét bằng chứng cổ sinh vật học cho thấy, loài người thuần hóa mèo sớm hơn nhiều so với thỏ, ước tính là 9.500 năm so với 3.000 năm. Mèo là loài ăn thịt, có ích cho xã hội nông nghiệp từ cổ đại khi đóng vai trò thiên địch của loài gặm nhấm như chuột, trong khi thỏ là loài ăn cỏ và ở nước Úc hiện đại thậm chí còn phải tìm cách hạn chế thỏ sinh sôi.
Tài liệu của Trung Quốc lý luận Việt Nam gắn Mão với con giáp là mèo bởi lẽ âm "mão" khi nhập vào tiếng Việt thì đọc gần giống với "mèo" hay "miêu" nên Việt Nam mới gán ghép như vậy. Tuy nhiên, bản thân Trung Quốc ngày nay vẫn còn tồn tại một loài động vật họ mèo mà người ta gọi tên là "thố tôn" hay "thỏ tôn" (danh pháp khoa học: Otocolobus manul). Điều này cho thấy rằng từ lâu trong văn hóa Trung Hoa đã có sự lẫn lộn giữa mèo với thỏ. Trung Quốc gán Mão với con giáp là thỏ còn "miêu" mới nghĩa là con mèo. Tuy nhiên, bản thân từ "miêu" trong Hán ngữ thượng cổ là để chỉ một loài hổ ít lông chứ không phải để chỉ mèo. Từ đây cho thấy, có khả năng chữ Mão là một cách ký âm cho một từ ngoại lai (so với Hán ngữ) khi nhập vào Hán ngữ. Dường như có mối liên hệ giữa âm "meu" (là âm thượng cổ, vẫn tồn tại đến ngày nay trong tiếng Việt dưới hình thức "mèo") và âm "mão" (là âm tiếng Hán trung cổ; sách Đường vận/Tập vận chú thích là: "Mạc bão thiết. Âm mão." (莫飽切， 音昴)):
- Âm thượng cổ：幽部明母, meu (so với dạng "mèo" trong tiếng Việt)
- Sách Quảng vận (广韵)：莫飽切, 上31巧, mǎo, 效開二上肴明
- Sách Bình thủy vận (平水韵)：上声十八巧
- Tiếng phổ thông Trung Quốc: mǎo
- Tiếng Quảng Đông：maau5
- Tiếng Mân Nam：bau2

Các dữ kiện kể trên cho thấy rằng dạng "meu" thượng cổ đã cho ra dạng "mǎo" (mão) trong Hán ngữ trung cổ, và dạng "mèo" đã trở nên bất tử trong tiếng Việt. Tuy nhiên, sức mạnh của văn hóa Trung Hoa là không thể phủ nhận, khi ngay cả cổ thư Việt Nam như Vân đài loại ngữ của Lê Quý Đôn hay Từ điển Việt-Pháp (Dictionnaire Annamite-Français) của học giả phương Tây Jean Bonet đều quy rằng thỏ là con vật biểu tượng cho chi Mão.

## Các can chi Mão
- Ất Mão
- Đinh Mão
- Kỷ Mão
- Tân Mão
- Quý Mão

## Nhân vật Á Đông nổi tiếng sinh năm Mão
Danh sách này chỉ liệt kê các nhân vật nổi tiếng của vùng văn hóa Á Đông.

### Đinh Mão
- Tào Phi (187－226)
- Trần Quốc Toản (1267-1285)
- Bùi Hữu Nghĩa (1807-1872)
- Vũ Duy Thanh (1807-1859)
- Vũ Phạm Khải (1807-1872)
- Phan Bội Châu (1867-1940)
- Vua Thiệu Trị (1807-1847)

### Ất Mão
- Chu Du (175–210)
- Phạm Ngũ Lão (1255-1320)
- Trần Nhật Duật (1255-1330)
- Hoàng Văn Thái (1915-1986)

### Kỷ Mão
- Trịnh Khả (1399-1451)
- Tùng Thiện vương (1819-1870)

### Tân Mão
- Mạnh Giao (751-814)
- Nguyễn Đăng Đạo (1651-1719)
- Ông Ích Khiêm (1831-1884)
- Hồ Thích (1891-1962)

### Quý Mão
- Mạc Đăng Dung (1483-1541)
- Nguyễn Thiếp (1723-1804)
- Nguyễn Công Hoan (1903-1977)